# Most Rieka
Die Most Rieka ist eine Autobahnbrücke der Diaľnica D3 in die Nordslowakei, bei Autobahnkilometer 54,75. Sie überquert mit einer Länge von 501 m (nach anderen Quellen 497 m oder 513 m) das Tal des Baches Rieka nördlich des Ortszentrums von Skalité und südlich der polnisch-slowakischen Grenze. Das tschechische Unternehmen Strásky, Hustý a partneři s.r.o. war für das Brückenprojekt zuständig, das ausführende Bauunternehmen war Váhostav-SK. Mit 62 m Höhe ist sie gleich hinter den westlich gelegenen Brücken Valy, Čadečka und Vŕšok die vierthöchste Brücke der Slowakei und trägt die slowakische Brückennummer M9774. Während der Bauzeit wurde sie mit SO 248 bezeichnet.
Die Brücke entstand ab 2013 als Teil des Bauabschnittes Svrčinovec–Skalité der D3. Für die rechte Fahrbahn der zukünftigen Autobahn entstand eine Stahlbetonbrücke mit einem Überbau für beide Richtungen mit insgesamt acht Spannen und längster Stützweite von 92 m. Die Brücke verläuft in einem rechtsdrehenden Bogen mit einem Radius von 594,25 m, unmittelbar westlich des Poľana-Tunnels.
Die Brücke wurde am 10. Juni 2017 für den Verkehr freigegeben.